# Cinque di Cambridge
I Cinque di Cambridge, conosciuti anche come "Le cinque spie di Cambridge" o "Magnifici Cinque" e ancora "Cinque stelle", furono cinque agenti segreti doppiogiochisti britannici che, a partire dagli anni trenta, cominciarono a trasmettere importanti informazioni dei servizi segreti britannici all'Unione Sovietica. Si trattava di: Kim Philby (nome in codice: Stanley), Guy Burgess (nome in codice: Hicks), Donald Duart Maclean (nome in codice: Homer), Anthony Blunt (nome in codice: Johnson) e John Cairncross (nome in codice: Liszt).

## Gli antefatti
Negli anni successivi alla prima guerra mondiale, si definirono in Gran Bretagna due modelli sociali e politici di riferimento: l'uno, di stampo prettamente britannico, liberista in economia, conservatore in campo sociale e politico e caratterizzato dalle forti differenze di classe, aveva portato alla guerra e alla distruzione della classe dirigente che aveva guidato il Paese negli anni precedenti; l'altro, progressista e dinamico, si ispirava ai principi che avevano guidato la Rivoluzione d'ottobre e che influenzarono molti giovani britannici. Oppressi da un ambiente sociale tipicamente rigido e snob, questi giovani cominciarono a cercare una maggiore libertà sociale e di costumi abbracciando l'ideologia comunista che si caratterizzava, ai loro occhi, per l'assenza di differenze di classe e dunque per un ambiente sociale antitetico a quello britannico.
Alcuni di questi giovani provenivano dalla classe dirigente stessa e di conseguenza divennero un obiettivo ambito dello spionaggio sovietico. I cinque di Cambridge appartenevano proprio a questa categoria di giovani che, spinti dalle proprie convinzioni, erano pronti anche a tradire la loro patria. Si può sottolineare che i cinque non tradirono il proprio paese per profitto o interesse personale, ma perché credevano convintamente nell'ideologia comunista.

## Gli anni a Cambridge (1929 - 1933)

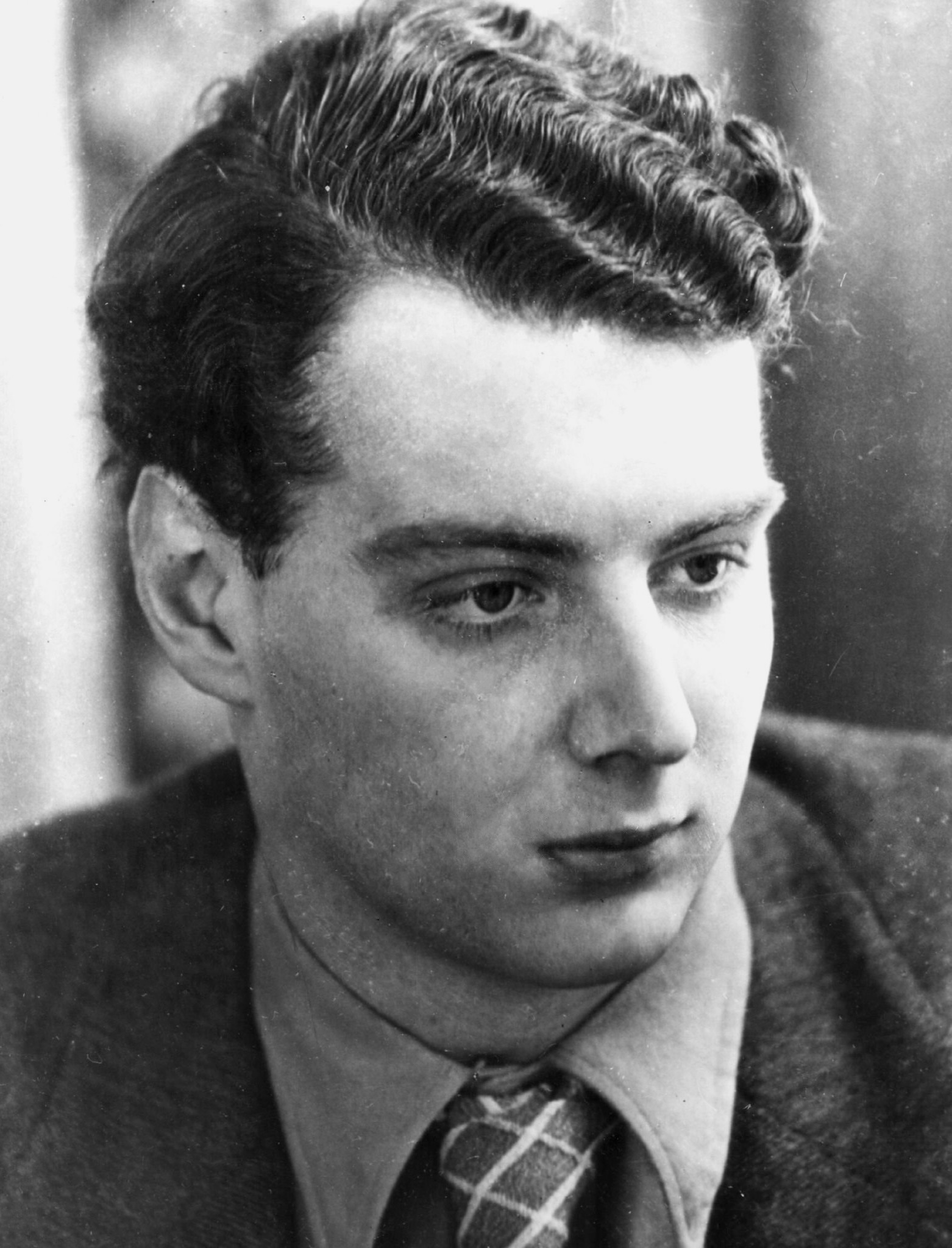
Guy Burgess nel 1935

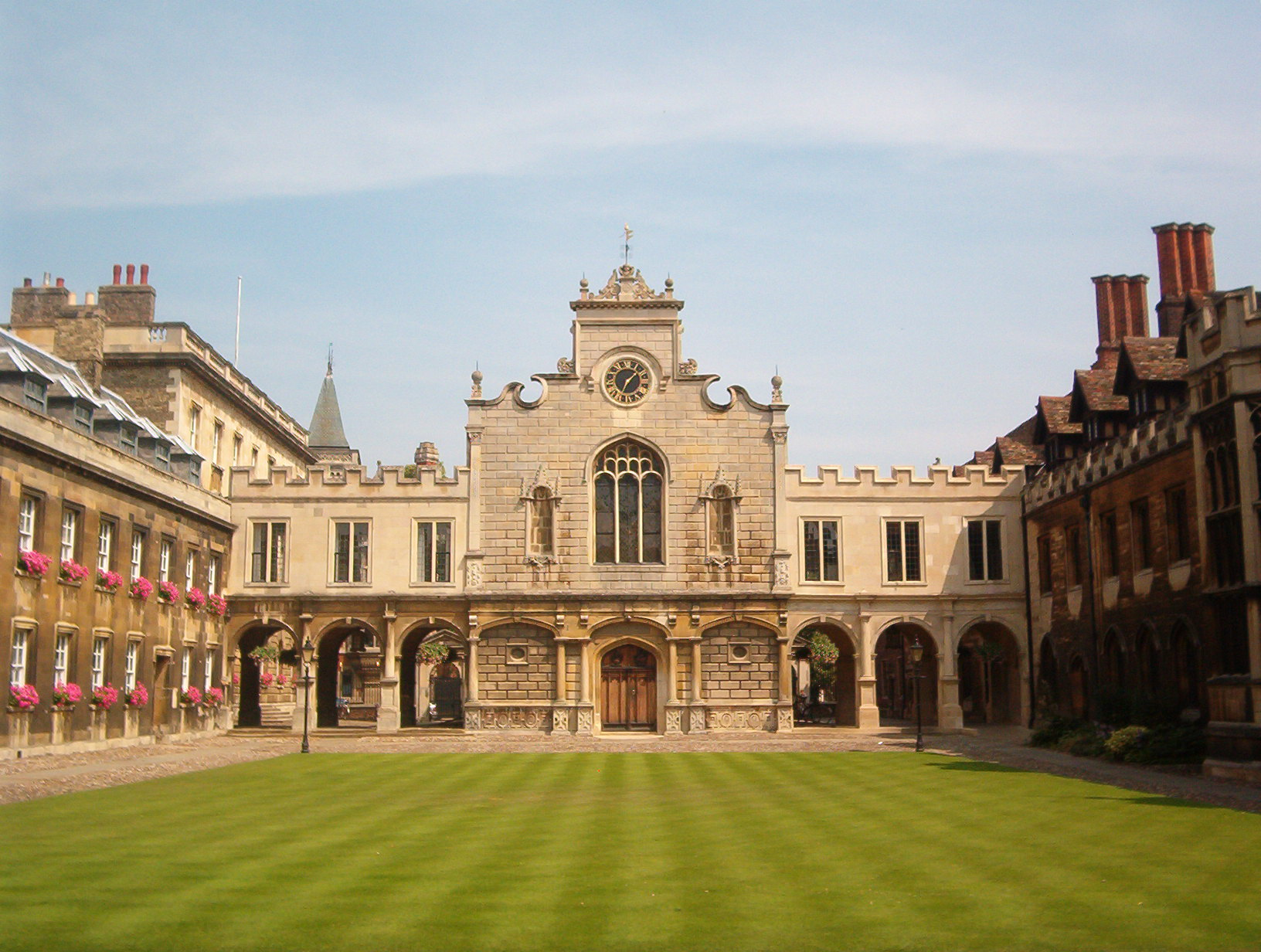
La Old Court del Peterhouse, il primo collegio dell'Università di Cambridge.

Dopo la fondazione del Partito Comunista di Gran Bretagna nel 1920, i suoi ideali cominciarono a diffondersi nella società britannica. Le elezioni politiche del 1924 furono vinte dal partito laburista di Ramsay MacDonald che, però, resistette in carica solo nove mesi, e, con l'avvento del Partito Conservatore, ebbe inizio un programma di austerità finanziaria che portò nel 1926 allo sciopero generale. In questo clima di tensione sociale, Maurice Dobb, professore di economia, diede vita alla prima cellula comunista presso l'Università di Cambridge. Alla cellula aderirono sempre più giovani, in particolare dopo la grave crisi economica provocata dal crollo della borsa di Wall Street, il 24 ottobre del 1929, che sembrò segnare la fine del modello economico capitalista a tutto vantaggio di quello comunista.
Proprio in quel mese entrò nel celebre college inglese con una borsa di studio in storia Kim Philby, figlio del diplomatico in India St. John Philby, che gli diede il nome ispirandosi a quello del bambino-spia del romanzo di Rudyard Kipling.
Lì Kim Philby fece conoscenza con un altro ragazzo, Anthony Blunt, giunto al college pochi mesi prima con una borsa di studio in matematica, ed entrambi, dopo il "tradimento" di MacDonald (maggio 1929) che tornò al potere, sorretto anche da conservatori, ma con forti tagli alla previdenza sociale e aumenti delle tasse, iniziarono a partecipare alle lezioni di Dobb. In particolare Blunt, nel maggio del 1928, cominciò a far parte degli "Apostoli", una società segreta ed esclusiva, che, nata come società segreta di intellettuali di idee conservatrici, in seguito divenne centro di libertarismo in campo filosofico e di libertinismo in quello sessuale a cui si aggiunsero idee marxiste. Annoverò tra suoi maggiori esponenti numerose personalità tra cui i filosofi George Edward Moore, Bertrand Russell e Ludwig Wittgenstein, l'economista John Maynard Keynes, il matematico Godfrey Harold Hardy e intellettuali come Lytton Strachey e Leonard Woolf, marito della ben più nota scrittrice Virginia. Nel 1930 giunse al Trinity College con una borsa di studio in storia Guy Burgess, figlio di un ufficiale della marina britannica, che ben presto si rivelò come lo studente più brillante della sua generazione.
Contagiato dagli scritti del giornalista filo-comunista Ernst Henry, alias Semyon Rostovsky, e affascinato dai gruppi rivoluzionari che in Germania combattevano il nazismo, Burgess fu il creatore della cellula comunista di cinque giovani accomunati dai suoi ideali. Grazie a Anthony Blunt entrò a far parte degli "apostoli", che così lo introdusse al comunismo e alla pratica dell'omosessualità. Paradossalmente era infatti molto frequente a quell'epoca che nel severo ambiente dei collegi maschili, dentro una società in generale sessuofobica, gli studenti vivessero in modo relativamente libero la propria omosessualità, talvolta anche all'interno di consuetudini sociali; dei cinque, solo Philby non era omosessuale. Burgess riuscì a coinvolgere anche Donald Maclean, figlio di un ricco baronetto inglese, esponente del partito liberale (Sir Donald Duart Maclean), che ben presto cominciò a partecipare attivamente alla vita politica. Il cosiddetto "quinto uomo" è John Cairncross. Nato a Glasgow e di origini modeste, era già un comunista convinto prima di entrare nel college, e quindi venne facilmente contattato da Burgess. Terminati gli studi a Cambridge i cinque, pur prendendo strade diverse, continuarono a sostenere gli ideali comunisti e a difenderli entrando nei servizi segreti sovietici.
(Dalle memorie di Anthony Blunt)

## L'attività di spionaggio

### Negli anni trenta (1933-1939)

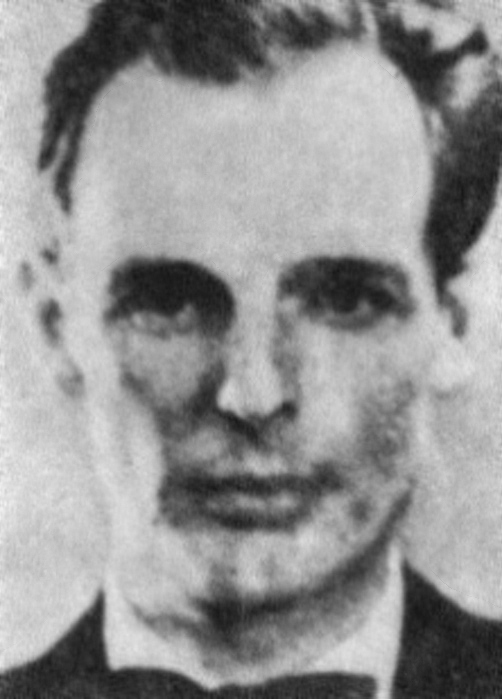
Donald Duart Maclean

Nel 1933 Kim Philby, completamente assorbito dalla causa comunista, lasciò il college e si trasferì a Vienna dove divenne ufficialmente un giornalista freelance. Quando però in Austria si cominciò a meditare l'emarginazione del partito comunista, Philby iniziò a lavorare come corriere per il partito. Più si avvicinava al mondo sovietico, più se ne sentiva attratto, a tal punto da innamorarsi e sposare l'agente segreto del KGB (Komitet gosudarstvennoy bezopasnosti - Comitato per la sicurezza dello Stato) Alice (Litzi) Friedmann, che lo mise in contatto con Theodore Mally (1894 - 1938) grazie al quale poté entrare nei servizi segreti sovietici. Mally sarà il principale contatto per i cinque negli anni precedenti la seconda guerra mondiale sino al 20 agosto 1938, quando venne arrestato e condannato a morte come spia tedesca (il 14 aprile 1956 venne completamente riabilitato). Dopo il matrimonio vennero entrambi spediti a Londra agli ordini dell'agente "Otto" (Arnold Deutsch). Il primo ordine fu quello di cessare completamente ogni rapporto con la sinistra, con l'obiettivo di intrufolarsi nel cuore politico britannico senza destar sospetti.
A tal proposito dovette entrare a far parte del gruppo di destra de "La società dell'amicizia anglo-tedesca". Molto probabilmente fu proprio Philby a riallacciare i rapporti con Burgess facendolo incontrare con Otto. Burgess, invece, dovette lasciare la patria alla volta della Germania nazista e della Russia comunista. Anche Maclean venne convinto a entrare nel KGB. In particolare, quest'ultimo, dopo essersi laureato a Cambridge con il massimo dei voti, aveva intrapreso la carriera diplomatica superando l'esame al Ministero degli Esteri nell'agosto del 1935. L'unico che non dovette nascondere le sue convinzioni comuniste fu Anthony Blunt, che non le aveva mai fatte trapelare. Un giorno un suo grande amico, Michael Straight, rimase fortemente meravigliato quando gli fu proposto dall'insospettabile Blunt di aderire al comunismo. Anthony Blunt, quando conobbe Cairncross, lo mise subito in contatto con Burgess che, a sua volta, lo consigliò ad Otto.
Anche Cairncross, come Maclean, dopo essersi laureato con lode nel 1936, si dedicò alla carriera diplomatica classificandosi, nel concorso per il Ministero degli esteri, al primo posto. Quando nel 1936 scoppiò la guerra civile spagnola, e Francisco Franco, per rovesciare la Repubblica Spagnola, si alleò con Hitler e Mussolini, l'Unione Sovietica accorse in aiuto dei repubblicani. Philby si recò proprio in Spagna, come giornalista, con l'incarico di raccontare la guerra dalla parte dei Franchisti. In particolare nel 1937 divenne corrispondente di guerra per il London Times e così riusciva a inviare informazioni importanti sia ai britannici che ai sovietici. È proprio in questo periodo che Philby scampò miracolosamente a una bomba, che colpendo l'auto su cui viaggiava, uccise tutti gli altri passeggeri. Per questo motivo riuscì a farsi passare come eroe dai fascisti, e fu decorato dal generale Franco in persona. Donald Maclean, invece, rimase in Gran Bretagna a continuare una brillante carriera politica, che alla fine lo portò al ruolo di terzo segretario, o funzionario di grado A, all'ambasciata di Parigi, dove rimarrà sino all'occupazione tedesca. Il diplomatico britannico Lord Gladwyn disse di lui:
Burgess, invece, cominciò a lavorare con la BBC come collaboratore del programma The week in Westminster il 1º ottobre 1936. In questo modo ebbe la possibilità d'incontrare politici di alto livello, come Winston Churchill o Neville Chamberlain (all'epoca primo ministro). Riguardo a Chamberlain, Burgess dichiarò in seguito di avere svolto delle missioni segrete con politici francesi per suo conto. Anthony Blunt, invece, lavorò a Londra come storico dell'arte presso il Warburg Institute (1937-1939). Prima di lasciare Cambridge, però, aveva conosciuto Leo Long, un contatto che si rivelerà molto prezioso in seguito. Guy Burgess, che già in precedenza aveva ricevuto qualche compenso dallo SIS per essere andato a caccia d'informazioni politiche che interessavano alla sezione 1, lasciò il posto alla BBC per entrare come esperto di propaganda nella sezione D dell'MI6, diventando così una vera e propria talpa sovietica infiltrata nel servizio segreto britannico.

### Gli anni della seconda guerra mondiale (1939-1945)
Nel marzo del 1939 la guerra civile in Spagna terminò con la vittoria di Franco e, nel settembre dello stesso anno, Hitler invase la Polonia dando inizio al secondo conflitto mondiale.
Al principio della guerra Philby, sempre in qualità di giornalista, venne inviato in Francia al seguito delle prime truppe inglesi che giunsero sul continente. Così, come corrispondente di guerra, ebbe modo di allacciare rapporti con i principali esponenti delle forze armate britanniche. Al comandante supremo delle forze britanniche, Lord Gort, Philby riuscì a carpire un gran numero di informazioni riservate, che non perse tempo a passare ai sovietici. A quell'epoca fu addirittura uno tra i pochi giornalisti che assistettero all'incontro del re Giorgio VI con il corpo di spedizione britannico. Quando però, nel giugno del 1940, la Francia si arrese, Philby dovette tornare in Gran Bretagna e si rimise in contatto con Burgess, che lo fece entrare nell'MI6 nella sezione D, dopo essere stato addestrato alla scuola di Beaulieu. Lì Philby venne in principio preso in considerazione per entrare nel corpo di paracadutisti, per il buon fisico, ma poi venne scartato perché non parlava perfettamente il francese e presentava una leggera balbuzie, alla fine venne utilizzato come istruttore di agenti polacchi, che riusciva a trasformare da perfetti anticomunisti a perfetti antinazisti. Burgess, intanto, si occupava dell'Operazione Semina, che consisteva nell'invio di palloni carichi di bombe incendiarie in territorio tedesco allo scopo di dare fuoco ai campi di grano tedeschi e causare carestie. Poco dopo, però, per il suo comportamento arrogante e irrispettoso nei confronti dei suoi superiori fu allontanato dal servizio e dovette riprendere il posto alla BBC.
Philby fu invece più coscienzioso e venne mandato alla scuola per l'addestramento di agenti segreti nelle tecniche di sabotaggio e sovversione della SOE. Cairncross era stato assunto come segretario personale di Lord Hankey, ministro del gabinetto di guerra nel governo Churchill, che tra il 1941 e il 1942, nel suo ruolo di tesoriere, era in stretto contatto con gli americani. Per questo Cairncross fu probabilmente il primo agente segreto sovietico a fare pervenire ai russi le prime informazioni sul "Progetto Manhattan", il programma, condiviso dai britannici, per la costruzione della prima bomba atomica. Nel 1942 Cairncross si trasferì alla "Government Code and Cypher School (GC&CS)" di Bletchley Park dove avveniva la decriptazione dei linguaggi in codice. 
Anthony Blunt, all'inizio della guerra, intraprese la carriera militare, venne nominato capitano della polizia militare di sicurezza e inviato in Francia al comando di una squadra di dodici uomini; poi, nell'estate del 1940, entrò nell'MI5. Il suo ruolo si rivelò così prezioso per l'Unione Sovietica che cominciò a ricevere messaggi di ringraziamento per il lavoro svolto. In modo del tutto casuale Blunt incontrò nuovamente Leo Long, sua vecchia conoscenza di Cambridge, e lo convinse a lavorare per i sovietici con l'unico compito di passare loro ogni informazione gli capitasse tra le mani. Long, lavorando per un dipartimento che monitorava l'ordine di battaglia nazista, passò notizie cruciali ai sovietici.
Quando la Germania attaccò l'URSS, Gran Bretagna e Unione Sovietica cominciarono a combattere per una causa comune. Quando Philby tornò nell'MI5, il posto nell'SOE venne preso da un suo amico di Cambridge, James Klugmann, che continuò a fornire informazioni ai sovietici. Nella sua posizione, Philby riuscì ad avvicinarsi all'archivista dell'MI5 e, di conseguenza, ad accedere a documenti importantissimi. La sua libertà d'azione divenne praticamente senza limiti quando riuscì a farsi assegnare il turno di notte, facendosi passare per un giovane entusiasta e patriottico. Per scherzo della sorte, nel 1944 Kim Philby divenne il capo di una nuova sezione dell'MI5 che aveva il compito di monitorare le attività di spionaggio dei russi. Nel frattempo Maclean aveva fatto carriera ed era stato nominato primo segretario dell'ambasciata britannica a Washington, e, come Cairncross, si dedicò a scoprire più informazioni possibili sul "Progetto Manhattan". In particolare Cairncross, nel 1944, aveva dato all'URSS precise informazioni sulla dislocazione delle forze della Luftwaffe (l'aviazione militare tedesca); questo consentirà ai russi la distruzione di ben cinquecento aerei tedeschi. Il ruolo di Maclean, invece, si rivelò cruciale quando incominciò a ricoprire un ruolo di raccordo tra Stati Uniti e Regno Unito. Alla fine della seconda guerra mondiale l'Unione Sovietica aveva stabilito una rete di spie che controllava i punti nevralgici dell'intelligence sia britannica che statunitense.

### La guerra fredda (1946-1951)
Alla fine della guerra, però, i rapporti tra russi e britannici si raffreddarono. Di conseguenza questi ultimi, con la collaborazione degli statunitensi, intensificarono le attività di controspionaggio che portarono allo smantellamento di alcune delle reti di spie infiltrate. Di fronte a questa nuova situazione anche i "Cinque di Cambridge" dovettero fare più attenzione. Anthony Blunt lasciò completamente lo spionaggio diventando un eminente storico dell'arte (è considerato tra i maggiori conoscitori del pittore francese Nicolas Poussin). Cairncross tornò al ministero del tesoro. Burgess, che nel 1946 era diventato l'assistente personale del ministro degli esteri Hector McNeil, cominciò un'intensa e stressante attività che consisteva nel rubare di notte documenti del ministro, fotografarli, rimetterli al proprio posto la mattina seguente e inviare le copie in Unione Sovietica. Fu fondamentalmente per lo stress causato da questa attività che iniziò a dedicarsi sempre più frequentemente all'alcool. Maclean venne nominato rappresentante britannico nel comitato politico anglo-americano per lo sviluppo di ordigni nucleari. Questo salto di carriera gli consentì di tenere aggiornati i sovietici sul programma nucleare. Come Burgess, anche Maclean cominciò a risentire della sua doppia vita: pur essendo sposato, di notte girava frequentemente ubriaco in cerca di fugaci rapporti omosessuali. Talvolta si ubriacava talmente da gironzolare per i club di Soho dicendo di essere una spia sovietica, ma per sua fortuna i suoi interlocutori erano il più delle volte più brilli di lui. Nonostante questo, nel 1948 fece un ulteriore progresso: a soli 35 anni divenne il secondo più importante dipendente dell'ambasciata britannica al Cairo. 
Fra i cinque solo Philby continuò a mantenere il suo posto di rilievo nell'MI6. Con il passare del tempo si rivelò sempre più abile e nettamente superiori agli altri suoi compagni, anche se, per due volte, fu sul punto di essere scoperto. Nel settembre del 1945 il diplomatico sovietico Igor Gouzenko disertò e decise di passare al servizio dell'Occidente, rivelando i nomi delle spie del KGB infiltrate. Ma Philby, il cui nome fu citato tra queste, riuscì a fare passare la denuncia per "poco credibile". Il secondo rischio lo corse quando il viceconsole sovietico ad Istanbul, Konstantin Volkov, tentò di tradire promettendo ai britannici di rivelare i nomi dei due agenti infiltrati nell'MI6 in cambio di soldi ed asilo politico. La notizia venne a conoscenza di Philby che, prima che Volkov potesse mettere in atto il tradimento, avvertì i sovietici. Volkov fu arrestato e trasportato in segreto a Mosca dove venne giustiziato.
Nell'ottobre del 1949, Philby venne inviato a Washington come raccordo tra i tre servizi segreti occidentali più importanti: MI6, FBI e CIA. Si occupò di infiltrare agenti nell'Unione Sovietica e fu talmente apprezzato, che i suoi superiori non notarono che le spie da lui infiltrate non duravano abbastanza da potere trasmettere informazioni veramente importanti. Nel 1946 ricevette persino l'Ordine dell'Impero Britannico al Merito Civile. Ma ormai, dopo un decennio di sotterfugi, i "Cinque di Cambridge" stavano per essere scoperti.

#### Il progetto "Venona"

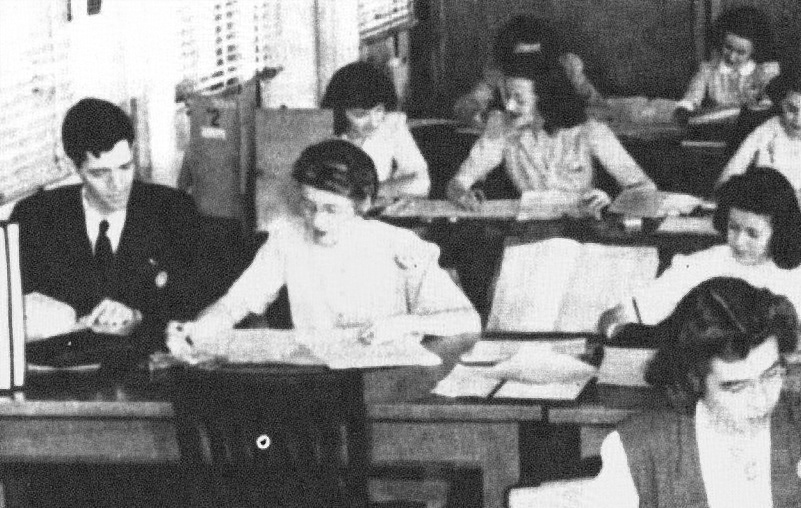
Meredith Gardner (a sinistra) con una crittoanalista.

Il "Progetto Venona" fu un'operazione anglo-americana che, alla fine degli anni quaranta, consentì agli statunitensi la decrittazione di alcuni messaggi sovietici in codice. All'arrivo di Philby a Washington venne scoperta la presenza di una spia sovietica infiltrata nel ministero degli esteri britannico, il cui nome in codice era HOMER. Si trattava di Donald Maclean. Per aiutare l'amico Philby si ritrovò a lavorare in stretto contatto con il responsabile del progetto, Meredith Gardner (1912 - 2002), grazie al quale era sempre aggiornato. Comunque non si preoccupò più di tanto e non fece nulla di concreto, confidando nella solida copertura del compagno. Nell'agosto del 1950 venne raggiunto da Guy Burgess, che, sempre a causa della sua arroganza, era stato trasferito per un'accesa discussione con il ministro per il quale lavorava. Messo al corrente del "progetto Venona", Burgess, nel terrore di essere scoperto, peggiorò la sua posizione a causa dell'alcool e così si mise in cattiva luce di fronte a tutti: colleghi, amici e superiori. Nel 1951, però, la situazione precipitò: il numero di persone sospettate di essere Homer si ridusse da 35 a 9, e Maclean era ancora nella lista.
Philby suggerì a Mosca un piano per fare fuggire il collega in URSS. Intanto Maclean, anch'egli ormai sprofondato nell'alcolismo, era tornato a Londra conscio di essere sospettato. Tutti gli indizi che portavano a lui furono accertati quando, a metà aprile del 1951, fu decifrato un nuovo messaggio del "progetto Venona" che portava chiaramente a lui. Philby, allora, approfittando dell'ennesimo trasferimento di Burgess alla volta di Londra, lo incaricò di mettere a punto un piano per fare fuggire Maclean. Burgess si mise in contatto con il suo superiore sovietico in Gran Bretagna, Yuri Modin, che comprese il pericolo che stava correndo anche lo stesso Burgess. Per la fine di maggio era stato fissato l'interrogatorio di Maclean, ma il 25 di quel mese i due erano già salpati dal porto di Southampton alla volta del continente. Sbarcati nel porto di Saint-Malo attraversarono l'Europa passando per Vienna e arrivarono a Mosca. La notizia finì su tutti i giornali e diede vita a una scandalo di dimensioni epiche. Philby venne subito sospettato e richiamato in patria dove fu sottoposto a numerosi interrogatori, ma, con il sangue freddo che lo aveva sempre caratterizzato, negò ogni minimo coinvolgimento nella vicenda. Comunque, la sua carriera ne risentì e, allontanato dal ministero degli esteri, fu inviato a Beirut come giornalista. Nel 1963, però, la storia tornò alla luce, ma prima di essere sottoposto ad un nuovo interrogatorio da parte dell'MI6 fuggì a Mosca.

## La vita in Unione Sovietica - Epilogo

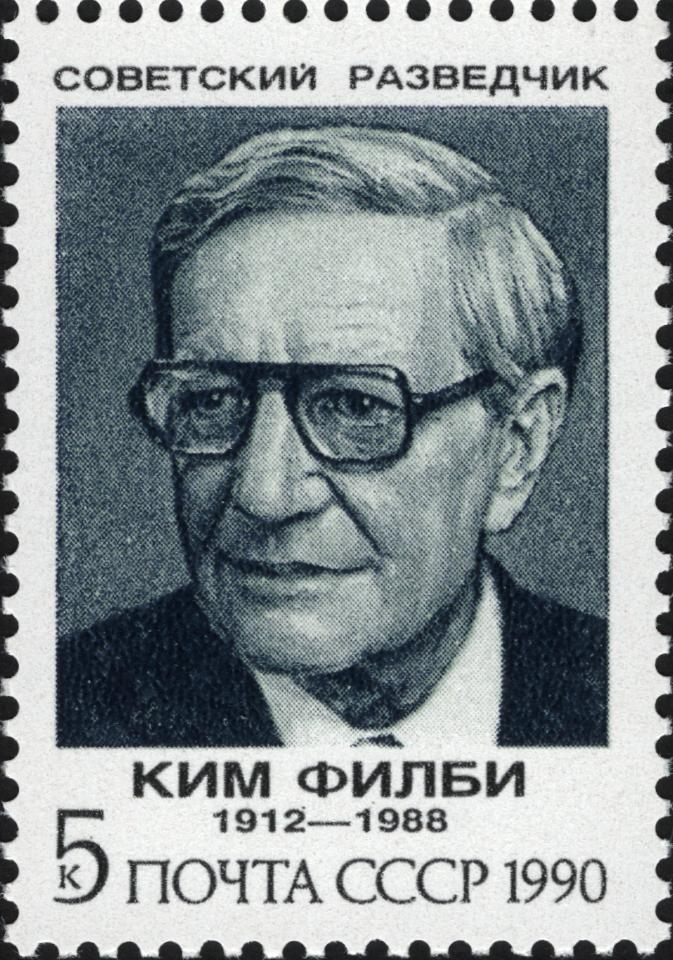
Il francobollo emesso nell'Unione Sovietica nel 1990 in ricordo di Kim Philby

Le tre spie di Cambridge fuggite in Russia poterono finalmente vivere nello Stato per il quale avevano rischiato la vita. Guy Burgess fu quello che soffrì di più: gli mancava soprattutto il lusso in cui era sempre vissuto in Gran Bretagna. Fu trovato morto nel suo letto dell'ospedale Botkin a Mosca il 31 agosto 1963. Maclean, invece, continuò a lavorare per l'URSS all'interno del ministero degli esteri e morì nel 1983.
Come Burgess, divenne sempre più schiavo dell'alcool, in particolare dopo aver scoperto che sua moglie Melinda, che lo aveva raggiunto a Mosca insieme con i tre figli, aveva avuto una relazione amorosa con Philby e in seguito alla quale tornò negli Stati Uniti. Entrambi furono cremati a Mosca, ma le loro ceneri vennero riportate in Gran Bretagna. Philby, invece, non espresse mai alcun rimpianto e continuò a vivere in Russia diventando una vera e propria icona dello spionaggio. Il suo operato di doppiogiochista, sebbene inizialmente egli fosse rimasto deluso e disorientato dalla scoperta di non essere un colonnello del KGB come aveva sempre pensato, ma un semplice agente come altri, venne successivamente celebrato dai sovietici. Alla sua morte, nel 1988, gli furono tributati funerali solenni da eroe e fu insignito di numerose onorificenze da parte dell'Unione Sovietica. Nel 1990, venne addirittura emesso un francobollo commemorativo in suo onore. Anthony Blunt, invece, continuò la sua carriera nel campo della storia dell'arte e fu nominato cavaliere.

Nel 1963, Anthony Blunt fu tradito da Michael Straight, un'altra spia che era stata "convertita" dallo stesso Blunt. Quest'ultimo ammise segretamente l'anno successivo le sue responsabilità, ma la notizia non fu mai resa pubblica. Infatti Blunt, in cambio dell'immunità, acconsentì a fare i nomi di altre spie sovietiche mai scoperte, come Cairncross e Leo Long. Nel 1979 però, in seguito alla pubblicazione di un libro di Andrew Boyle, Climate of Treason, che indicava Blunt come la "Quarta spia di Cambridge", l'allora primo ministro Margaret Thatcher dovette rendere noto il tradimento e privarlo del titolo di cavaliere. Blunt fece una confessione pubblica nella quale tentò di spiegare le sue ragioni e affermò semplicemente che: 
 Morì a Londra nel 1983. Il caso della cosiddetta "Quinta spia di Cambridge" fu molto controverso, proprio perché John Cairncross non ammise mai di aver fatto parte dei "Magnifici Cinque". Riguardo all'identità del quinto uomo furono fatte tantissime congetture che portarono persino a sospettare del Primo Ministro laburista Harold Wilson, ma alla fine, con la pubblicazione del libro di Oleg Gordievskij, La storia segreta del KGB, nel quale il suo nome venne rivelato per la prima volta, i sospetti si concentrarono su Cairncross. Finì la sua vita in tranquillità nel sud della Francia morendo l'8 ottobre del 1995.
Ancora oggi, nonostante la fine dell'Unione Sovietica, le "Spie di Cambridge" sono ricordate con grande ammirazione dai servizi segreti russi, che continuano a onorare l'operato di cui hanno beneficiato.

## Nella cultura di massa
- Philby, Burgess and Maclean (1977) - miniserie televisivo con Derek Jacobi nei panni di Guy Burgess.
- Another Country - La scelta (1984) - film diretto da Marek Kanievska basato liberamente sulla vita di Guy Burgess e tratto dall'omonima opera teatrale di Julian Mitchell[6].
- Blunt, il quarto uomo (1986) - film diretto da John Glester con Anthony Hopkins, Ian Richardson, Michael McStay, Michael Williams, basato sulle vicende dei "Magnifici Cinque", ma con una particolare attenzione sulla figura di Anthony Blunt.
- L'intoccabile (The Untouchable, 1997), Guanda (1998) - Romanzo di John Banville ispirato alla vita di Anthony Blunt.
- Cambridge Spies (2003) - Sceneggiato televisivo della BBC con Toby Stephens nei panni di Kim Philby, Tom Hollander come Guy Burgess, Rupert Penry-Jones che interpreta Donald Maclean, e Samuel West come Anthony Blunt.
- A Different Loyalty (2004) - film diretto da Marek Kanievska con Rupert Everett e Sharon Stone, ispirato alle imprese di Kim Philby.
- La talpa (2011) - adattamento cinematografico del 2011 del romanzo di John le Carré
- The Imitation Game (2014), biografia cinematografica su Alan Turing, include Allen Leech come John Cairncross; Burgess e Maclean sono menzionati di sfuggita